# Xã North Hopewell, Quận York, Pennsylvania
Xã North Hopewell (tiếng Anh: North Hopewell Township) là một xã thuộc quận York, tiểu bang Pennsylvania, Hoa Kỳ. Năm 2010, dân số của xã này là 2.791 người.